# 193
El año 193 (CXCIII) fue un año común comenzado en lunes del calendario juliano, en vigor en aquella fecha.
En el Imperio romano el año fue nombrado el del consulado de Sosio y Erucio, o menos frecuentemente, como el 946 ab urbe condita, siendo su denominación como 193 a principios de la Edad Media, al establecerse el anno Domini.

## Acontecimientos
- Año de los cinco emperadores: Didio Juliano se proclama emperador de Roma tras asesinar a Pertinax. Clodio Albino, Pescennius Niger y Septimio Severo se sublevan contra Didio Juliano. Septimio Severo será quien finalmente se proclame emperador, tras el asesinato de sus dos predecesores. Acentuó el carácter militar y despótico del poder imperial.[1]

## Fallecimientos
- 28 de marzo: Pertinax, emperador romano, asesinado.
- 1 de junio: Didio Juliano, emperador romano, asesinado.
- China: Muere en una emboscada Sun Jian.